# Monica Paulus
Monica Paulus é uma ativista de direitos humanos das Terras Altas, de Papua Nova Guiné. Ela é co-fundadora da "Rede de Defensores dos Direitos Humanos das Mulheres nas Terras Altas" e da "Stop Sorcery Violence" e concentra seus esforços na proteção de mulheres que foram acusadas de bruxaria ou feitiçaria.

## Biografia
Monica Paulus vem da aldeia de Aregol, na província de Simbu, nas terras altas de Papua Nova Guiné. Ela é mãe de três filhos. Quando jovem, ela sofreu violência considerável e, em 2000, ela se juntou a uma organização de mulheres, Meri I Kirap Sapotim (Mulheres Surgem e Apoiam). Na aldeia, ela começou a colocar em prática o que aprendeu para defender mulheres e crianças nos tribunais e mediações da aldeia e para documentar casos. Em algumas ocasiões, ela denunciava os aldeões, incluindo sua família, à polícia. Em março de 2005, ela e outras mulheres se uniram para formar a Highlands Women Human Rights Defenders Network, com a ajuda da Oxfam e das Nações Unidas. Eles trabalharam em pequenos grupos locais para abordar, em particular, a violência relacionada à feitiçaria, mas conseguiram fazer uma mudança em todo o país com o apoio do governo central.
Quando seu pai morreu de ataque cardíaco, seu irmão a acusou de causar a morte dele por bruxaria, a fim de se apropriar de sua parte na herança. Temendo por sua vida, ela fugiu para a cidade de Goroka, depois que sua família e outras pessoas da vila incendiaram sua casa. A crença em magia negra, feitiçaria, espíritos malignos e bruxas é difundida em Papua Nova Guiné e acusações de feitiçaria são comuns, particularmente nas Terras Altas. Somente em 2013 o governo revogou uma lei que criminalizava a feitiçaria e permitia acusações de bruxaria como defesa em casos de assassinato. Acredita-se que a feitiçaria seja responsável pela morte ou doença súbita ou inexplicável, e as mulheres têm seis vezes mais chances de serem acusadas de feitiçaria do que os homens. As acusações de feitiçaria muitas vezes se tornam uma forma de violência familiar, com maridos abusivos ameaçando ou usando tais acusações para silenciar e controlar as mulheres. Quando os acusados tentam se abrigar com parentes, suas famílias muitas vezes os rejeitam, pois seu "preço da noiva" teria que ser devolvido se a noiva deixasse a casa do marido.
Todos os anos, milhares de supostas "bruxas" e "feiticeiras" são atacadas em Papua Nova Guiné. Poucos casos são processados. Desde sua própria experiência, Monica Paulus prestou assistência a pessoas acusadas de bruxaria, dando-lhes um esconderijo, assistência médica, alimentação e contato com outras pessoas em situação semelhante. As mulheres costumam vir acompanhadas de seus bebês, pois segundo as tradições do país, se uma mulher é bruxa, seus filhos também o são. Monica Paulus ajuda mulheres a irem à polícia e, se necessário, ajuda-as a se mudarem de suas comunidades. Como alguém que não tinha ninguém para ajudá-la quando foi acusada de feitiçaria, ela sente fortemente que alguém deve estar disponível para apoiar as mulheres acusadas.
O trabalho de Monica Paulus colocou ela e seus filhos sob perigo da polícia, da comunidade e também das famílias dos perpetradores da violência. Ela teve sua casa arrombada e tudo levado e recebeu ameaças de morte. Mover-se de um lugar para outro tornou-se normal. Ela solicitou fundos da instituição de caridade Front Line Defenders e mudou-se para outra província. Mais tarde, ela teve que se mudar novamente. Monica Paulus trabalhou com o "Kup Women for Peace", patrocinado pela Oxfam, que visa acabar com a guerra intertribal e garantir eleições livres de violência em parte da província de Chimbu. Ela também trabalhou com a Young Women's Christian Association (YWCA, em português: Associação Cristã de Mulheres Jovens) e foi intérprete de dois Relatores Especiais da ONU.

## Prêmios e reconhecimentos
- 2014 - A Anistia Internacional da Austrália a descreveu como uma das mulheres mais corajosas do mundo durante a celebração do Dia Internacional da Mulher.[1]
- 2015 - Foi uma das 47 "Mulheres de Realização" celebradas pela ONU Mulheres, no 20º aniversário da Declaração de Pequim, emitida na Conferência Mundial sobre Mulheres de 1995.[6]
- 2015 - Recebeu um dos Prêmios Papua Nova Guiné para Mulheres, por sua bravura e coragem.[1]
- 2016 - Fez parte do Protective Fellowship Scheme no Centre for Applied Human Rights, da Universidade de York, no Reino Unido. A bolsa permitiu que ela comparasse o plano de ação nacional da Papua Nova Guiné sobre violência relacionada à feitiçaria e bruxaria e suas atividades, e incorporasse as atividades das Highlands Women Human Rights Defenders a esse plano.[1]
- 2021 - Lista das 100 mulheres da BBC.[10]